# سیارک ۲۰۸۳۲
سیارک ۲۰۸۳۲ (به انگلیسی: 20832 Santhikodali، نامگذاری:2000UQ47) بیست هزار و هشتصد و سی و دومین سیارک کشف شده‌است که در ۲۴ اکتبر ۲۰۰۰ کشف شد.
قدر مطلق سیارک برابر ۲۰.۴ است.